# Cornelis Hendriksz. Vroom

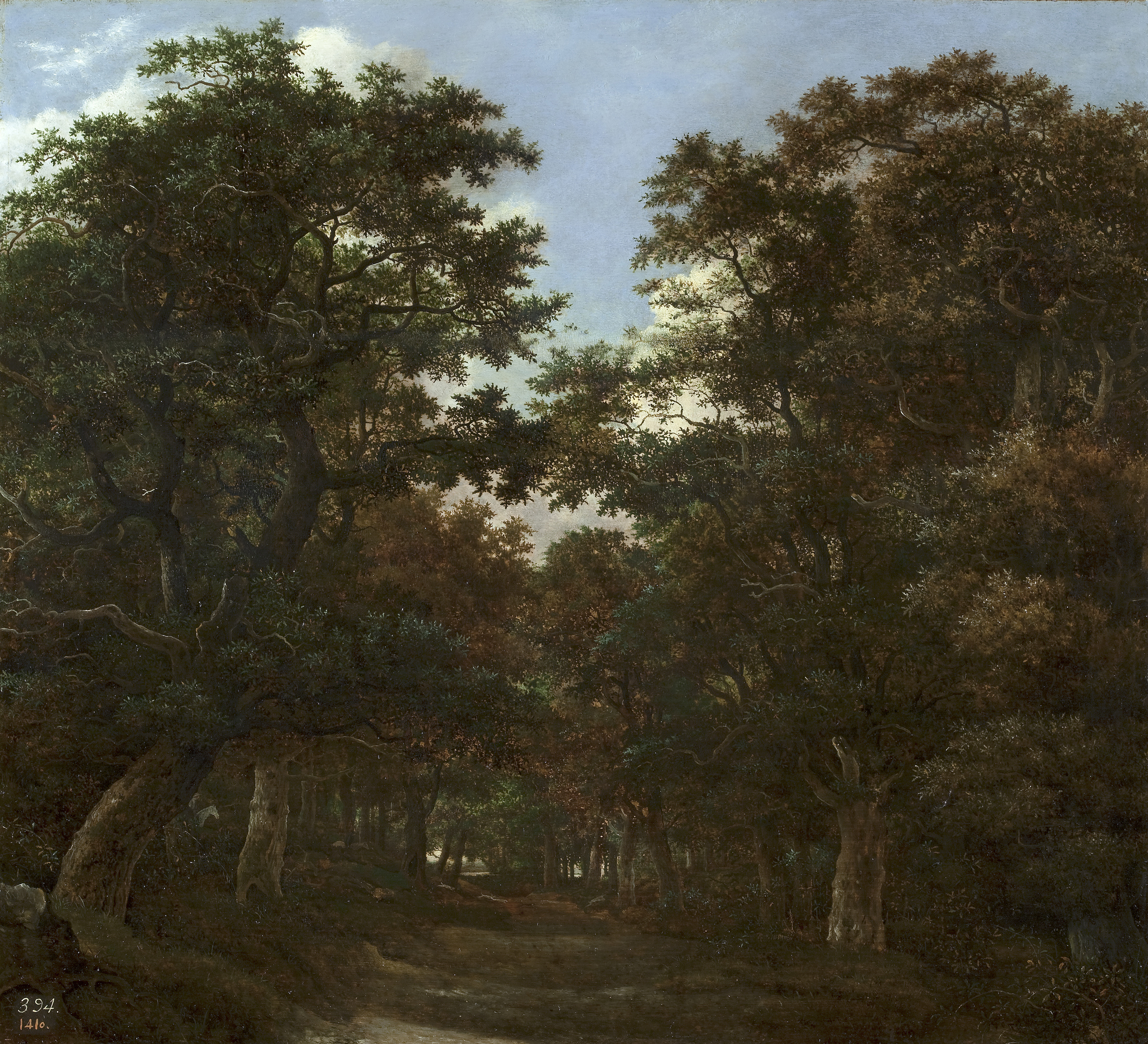
Bosque con jinetes y perros, óleo sobre tabla, 55 x 61 cm, Madrid, Museo del Prado.

Cornelisz Hendriksz. Vroom (Haarlem, ca. 1590–1661) fue un pintor barroco holandés, especializado en marinas y paisajes. 
Hijo de Hendrik Cornelisz. Vroom, introductor de la pintura de marinas en los Países Bajos, fue hermano mayor del también pintor marinista Frederik Vroom y padre de Jacob Cornelisz. Vroom. Debió de iniciarse bajo la dirección de su padre en la pintura de marinas y trabajar en el taller paterno durante algunos años. Es muy probable incluso que algunas obras del joven Vroom se vendiesen a nombre del padre, pero de 1620 en adelante se dedicó principalmente a los paisajes en la línea de Esaias van de Velde y otros pintores paisajistas de Haarlem, remitiendo en último extremo a los paisajes arcádicos de Adam Elsheimer. En 1630 se trasladó a Beverwijk con una hermana a causa, al parecer, de ciertos conflictos familiares. De regreso en Haarlem, en 1634 ingresó como maestro en el gremio de San Lucas, pero solo un año después se le reclamó el cumplimiento de sus obligaciones y en 1642 desapareció de los registros del gremio, lo que no le impidió seguir trabajando en su oficio. En 1638 pintaba en Huis Honselaarsdijk, el palacio  construido para el estatúder Federico Enrique de Orange-Nassau.